# NGC 4287
NGC 4287 é uma galáxia espiral (Sb) localizada na direcção da constelação de Virgo. Possui uma declinação de +05° 38' 26" e uma ascensão recta de 12 horas, 20 minutos e 48,4 segundos.
A galáxia NGC 4287 foi descoberta em 26 de Maio de 1864 por Albert Marth.